# 苏廷玉
苏廷玉（1783年—1853年），字韞山、號鼇石、清湄，福建泉州府馬巷廳人，清朝官员，進士出身。
蘇光彩之子。嘉慶十三年（1808年）鄉試中舉。嘉慶十九年（1814年）登進士，改翰林院庶吉士。道光五年（1825年）任刑部廣東司主事、秋審處行走。道光六年（1826年）任刑部貴州司員外郎。道光七年（1827年）律例館提調、刑部浙江司郎中。道光九年（1829年）任江蘇松江府知府；署江寧府知府；同年改任蘇州府知府。道光十年（1830年）任陝西延榆綏道、署理蘇松糧道。道光十二年（1832年）任蘇松太道、山東按察使，兼署山東布政司、山東鹽運使。道光十三年（1833年）任四川按察使。道光十五年（1835年）署四川布政使，同年實授。道光十八年（1838年）兼任四川按察使，署理四川總督。道光二十年（1840年）任大理寺少卿。有子蘇士榮、蘇士準、蘇士芳、蘇士廉、蘇士徵。

## 轶事
- 苏廷玉为官期间，苏廷玉清正廉洁，体恤百姓。解救受囚百姓，亲往“老虎洞”调查，发现“老虎洞”内关押着数百名无辜百姓，个个脸无人色，乱发垂肩。于是，他立即将洞内所有百姓释放回家，获释的百姓因此对苏廷玉感激不尽[6]。
- 1837年12月，苏廷玉调任四川总督。成都地区米价暴涨，每斗米由五六百文钱一下子涨至一千三百文钱，造成了城内人心惶恐。他还筹资派人到外地买米入城，然后以每斗米比市场价低得多的价格出售给民众。同时，为解决民众购粮拥挤状况，他在城内增设了不少供应点，并贴出安民告示，使购买者有秩序地排队购粮。苏廷玉在处理此次成都地区米价暴涨事件中，废寝忘食，救活了无数穷苦民众[6]。
- 苏廷玉在刑部任职期间，审理过不少案件，因其廉明公正，得到了民众的赞誉。如今当地民间还流行着苏廷玉“审僵尸”的传说[6]。